# مالی پیترز
مالی پیترز (انگلیسی: Molly Peters؛ زادهٔ ۱۵ مارس ۱۹۳۹) یک هنرپیشه اهل انگلستان است.
از فیلم‌ها یا برنامه‌های تلویزیونی که وی در آن نقش داشته است می‌توان به گلوله آتشین اشاره کرد.